# José Camacho (militar)
José Manuel Camacho Galarza, de seudónimo Púñug, (Guaranda, Ecuador, 1790- 1823) fue un militar ecuatoriano que luchó a favor de España, guerrillero, participante en la Independencia de Quito.

## Biografía
Nació en 1790 en la ciudad de Guaranda, durante su vida quiso ser militar, cosa que se hizo realidad al inicio de las Guerras de independencia hispanoamericanas, donde los quiteños se sublevaron contra el gobierno español en 1808, en estas acciones Camacho no participó, la situación cambió en 1812 cuando el coronel Manuel Arredondo y Mioño se posicionó en Guaranda para resistir el ataque de los rebeldes quiteños, siendo derrotado en Chimbo y en Paredones destacando en varias acciones contra los patriotas. Durante esta época se casó con una guarandeña llamada María Rivanedeira. Reprimió a los rebeldes, logrando una paz prolongada después de la derrota patriota en la Batalla de Ibarra.
En 1820 Guayaquil se proclama independiente, el presidente Melchor Aymerich envió al coronel Antonio Fominaya para detener el avance patriota, Camacho se unió con otros 22 jinetes a Fominoya siendo derrotados en la Batalla de Camino Real. Siguió luchando contra las fuerzas patriotas, obteniendo un importante triunfo en la batalla de Tanizagua derrotando a las últimas fuerzas guayaquileñas con ayuda de Francisco de Benavides y Vargas un cura que gracias a su emboscada aniquiló a las fuerzas del general Gabriel García Gómez.

Antonio José de Sucre luchó en la Independencia de Quito.

En 1822 hace aparición el general  Antonio José de Sucre el cual derrota a los realistas en varias batallas, en las cuales Camacho se distinguiría con su valentía,  poco después se entera de las derrotas de los realistas en Pichincha, por lo cual la guerra se había acabado para él y los realistas, Camacho no pudo estar tranquilo dando claras señales de rebeldìa en su natal Guaranda, siendo perseguidos por las autoridades libertadoras.
Durante un tiempo vivió dentro de una cueva lejos de los colombianos, pero es traicionado, capturado y enviado a Babahoyo donde un consejo de guerra lo trata de salvar respondiendo con 

"Agradezco al Señor Defensor; mas, exceptuando lo de ladrón, que nunca lo he sido, todo lo demás es cierto, y aun digo que se ha omitido mucho de lo poco que he hecho por mi Rey“

 con estas palabras es condenado a fusilamiento, trata de escapar pero finalmente es fusilado, siendo sus últimas palabras 

Viva el rey

.